# Grus
Grus (Gru), o Grou, é uma constelação do hemisfério celestial sul. O genitivo, usado para formar nomes de estrelas, é Gruis.
As constelações vizinhas são Sculptor, Piscis Austrinus, Microscopium, Indus, Tucana e Phoenix.

## História
As estrelas que formam Grus foram originalmente consideradas parte da constelação vizinha Piscis Austrinus (Peixe Austral), tendo Gama Gruis como parte da cauda do peixe. As estrelas foram definidas como parte de uma constelação separada pelo astrônomo holandês Petrus Plancius, que criou doze novas constelações a partir das observações do céu do hemisfério sul feitas pelos exploradores Pieter Dirkszoon Keyser e Frederick de Houtman, que viajaram na primeira expedição holandesa de comércio chamada Eerste Schipvaart com destino para as Índias Orientais Holandesas. Sua primeira aparição foi num globo celeste com 35 centímetros de diâmetro publicado em 1598 publicado por Plancius com Jodocus Hondius. A primeira aparição desta constelação num atlas celeste foi no Uranometria de Johann Bayer em 1603. De Houtman incluiu esta constelação no seu catálogo no mesmo ano com o nome holandês Den Reygher, "A Garça" entretanto Bayer seguiu Plancius e Hondius utilizando o nome Grus.
O nome alternativo Phoenicopterus (do Latim: "flamingo") foi brevemente utilizado no século XVII, como pode ser visto em Cosmographiae Generalis de 1605 de Paul Merula pela Universidade de Leiden e no globo holandês de Pieter van den Keere por volta de 1625. Como ambos trabalharam com Plancius, o astrônomo Ian Ridpath diz que o simbolismo provavelmente veio dele. Grus e as constelações próximas Phoenix, Tucana e Pavo são chamados de "pássaros do sul".
As estrelas desta constelação estão muito ao sul para serem vistas da China. Na astronomia chinesa Gama e Lambda Gruis podem ter sido incluídas no asterismo em forma de tubo denominado Bàijiù, junto com outras estrelas de Piscis Austrinus. Na Austrália Central, os povos Arrente e Luritja numa missão em Hermannsburg viam o céu como se estivesse dividido entre eles, a leste da Via Láctea estava representado os acampamentos do povo Arrente e a oeste os acampamentos do povo Luritja. Alfa Gruis e Beta Gruis, junto com Formalhaut, Alfa Pavonis e as estrelas de Musca eram reivindicados pelo povo Arrente.